# Ruta T-70
La Ruta 210 es una carretera chilena que abarca la Región de Los Ríos en el sur de Chile. La Ruta se inicia en La Unión y finaliza en Río Bueno.

## Áreas Geográficas y Urbanas
- kilómetro 0 Comuna de La Unión.
- kilómetro 8 Accesos a Puerto Nuevo (Ruta T-75), Autopista de Los Ríos (Panamericana, camino alternativo), Coique y a la Comuna de Futrono.
- kilómetro 9 Puente Mecáno de una vía.
- kilómetro 10 Autopista de los Ríos.
- kilómetro 14 Comuna de Río Bueno.

## Servicios
- kilómetro 4 Wagner Automotriz (La Unión).
- kilómetro 6 Planta Revisión Técnica Los Lagos.
- kilómetro 8 Maca Servicios.
- kilómetro 12 Bridgestone Firestone

## Sectores de la Ruta
- La Unión·Río Bueno Carretera Pavimentada Sin Berma.

- Datos: Q6114400